# Локомотив (клуб по хоккею с мячом, Петрозаводск)
«Локомотив» — клуб по хоккею с мячом из Петрозаводска. С середины 1930-е годы команда общества «Локомотив» станции Петрозаводск участвовала в розыгрышах по хоккею с мячом среди физкультурных коллективов Кировской железной дороги. Как команда мастеров образован в послевоенное время. Участник Чемпионатов СССР по хоккею с мячом среди команд класса «А» в 1950—1953 гг., первенства и кубка Карело-Финской ССР (1948—1952, 1954—1958). Расформирован в 1958 г. В 1970-х годах любительский клуб по хоккею с мячом «Локомотив» (Петрозаводск) выступал в первенстве Карельской АССР и Петрозаводска.

## Достижения
Чемпионат СССР по хоккею с мячом
- Чемпионат СССР по хоккею с мячом 1950
  - 12 место
- Чемпионат СССР по хоккею с мячом 1951
  - 6 место во второй группе
- Чемпионат СССР по хоккею с мячом 1952
  - 8 место во второй группе

По итогам первенства 1952 года «Локомотив» должен был побороться с ОДО (Петрозаводск) за путёвку во II группу всесоюзного первенства. Однако, «Локомотив» отказался от участия в переходных играх.

Кубок Карело-Финской ССР по хоккею с мячом
- Финалист (1950)

Первенство Карело-Финской ССР по хоккею с мячом
- 1 место (1950, 1951)
- 3 место (1954)

## Известные игроки
В. Барашков, В. Богданов, Владимир Горбунов, Евгений Горбунов, Всеволод Журенков, Зябликов, Владимир Иванов, Степан Иванов, Комаров, Сергей Кураев, Сергей Петтай, Редников, А. П. Кудряшов.